# Thalí García
Thalí Alejandra García Arce (Hermosillo, Sonora, 14 de marzo de 1990), más conocida como Thalí García (También apodada Tali), es una  actriz, modelo y presentadora mexicana.

## Carrera
Saltó a la fama en el programa de telerrealidad de Televisión Azteca, High School Musical: la selección, en donde se buscaba a los protagonistas de la versión mexicana de la película High School Musical.
Posteriormente, a los 17 años, se mudó de Hermosillo a México, D. F. para comenzar su carrera como actriz. En México fue una presentadora de la versión mexicana de  Nickers, un programa de televisión especialmente para los espectadores de 8 a 15 años emitido por Nickelodeon Latinoamérica de lunes a viernes a las 4 de la tarde. Fue una de las versiones nacionales lanzadas en países hispanoamericanos después del gran éxito de la primera versión del programa en 2006 en Brasil. En el 2013 interpretó a Sandra Jiménez en la serie original de Nickelodeon, 11-11: En mi cuadra nada cuadra.
Para el 2019, se anunció que participaría en la serie El Señor de los Cielos para su séptima temporada, en el rol de Berenice Ahumada, rol que continuará realizando para su octava temporada que saldrá al público en el 2023.
En la serie también conoció a la actriz Isabella Castillo, quien actúa como la hermana en esta serie (Diana Ahumada).

## Filmografía

### Televisión
| Año       | Título                          | Personaje                                            |
| --------- | ------------------------------- | ---------------------------------------------------- |
| 2008      | Secretos del alma               | Maribel Alcázar Lima                                 |
| 2011      | Bienvenida realidad             | Regina Córdoba                                       |
| 2012      | Rosa diamante                   | Eva Sotomayor                                        |
| 2013      | 11-11: En mi cuadra nada cuadra | Sandra Jiménez                                       |
| 2013-2014 | Hombre tenías que ser           | Gabriela "Gaby" Álvarez Trueda                       |
| 2014      | Reina de corazones              | Camila de Rosas Santillana                           |
| 2016-2017 | Silvana sin lana                | María de los Ángeles "Angie" Villaseñor Rivapalacios |
| 2018-2024 | El Señor de los Cielos          | Berenice "Bere" Ahumada Estévez                      |
| 2018-2019 | Las Buchonas                    | Manuela                                              |
| 2019      | Un poquito tuyo                 | Viviana "Vivi" Solano Montiel                        |
| 2020      | De brutas, nada                 |                                                      |
| 2022      | Los ricos también lloran        | Sofía Mandujano                                      |
| 2025      | Entre paredes                   | Patrisha                                             |

### Programas
| Año  | Título                 | Rol         | Notas                        |
| ---- | ---------------------- | ----------- | ---------------------------- |
| 2008 | Nickers                | Conductora  |                              |
| 2011 | Top Ten                | Conductora  |                              |
| 2023 | Los 50                 | Concursante | 11.ª eliminada (8 episodios) |
| 2024 | La casa de los famosos | Concursante | Descalificada                |

## Premios y nominaciones
| Año  | Premiación                | Categoría       | Serie                           | Resultado |
| ---- | ------------------------- | --------------- | ------------------------------- | --------- |
| 2013 | Kids Choice Awards México | Actriz Favorita | 11-11: En mi cuadra nada cuadra | Nominada  |